# 리틀스페인

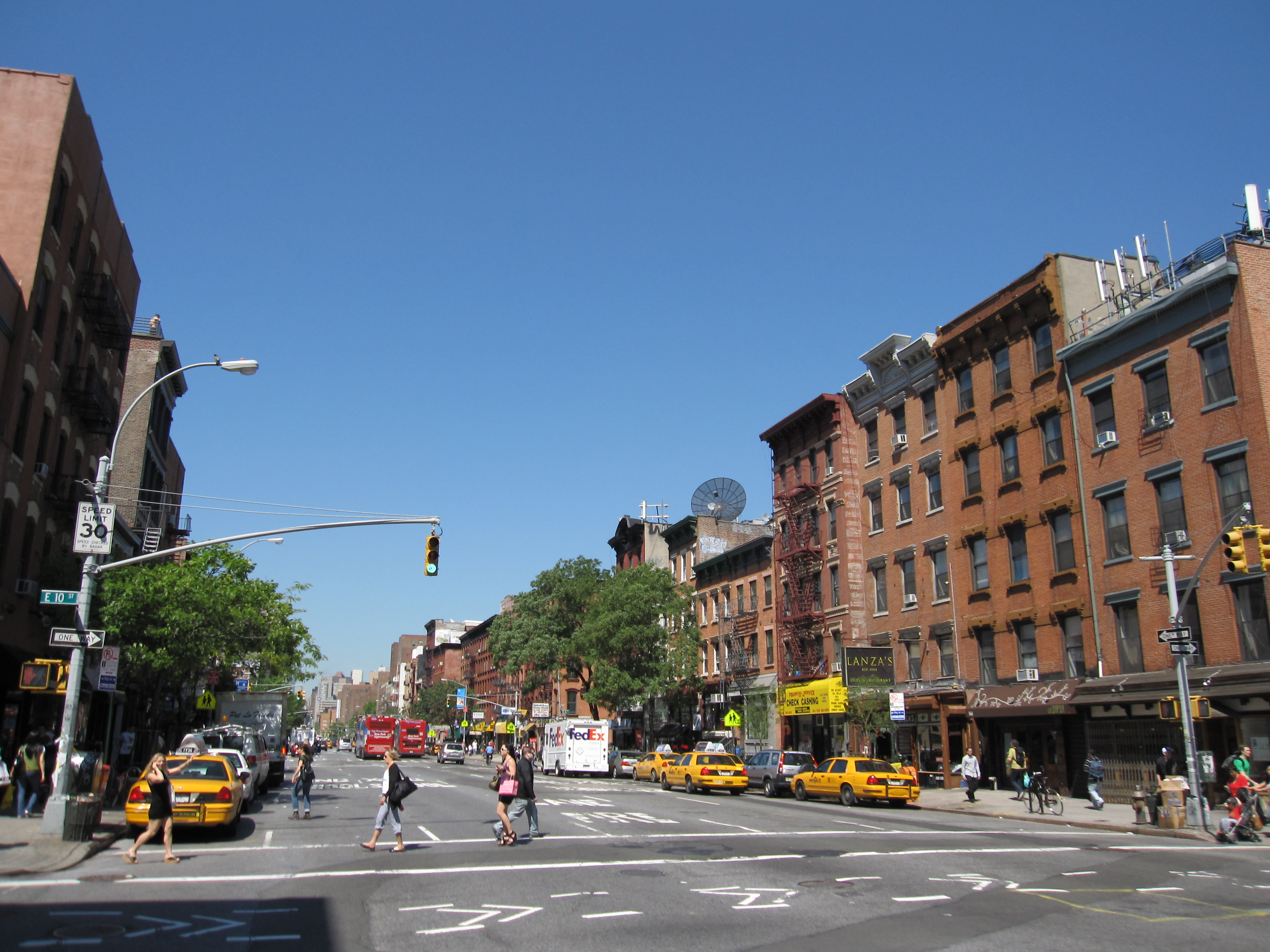

리틀스페인(Little Spain)은 20세기 뉴욕 맨해튼에 있던 스페인계 미국인 지구이다.

## 역사
리틀스페인은 14번가 7번로와 8번로 사이에 있었다. 첼시와 같은 14번가에 위치했지만 전혀 다른 곳이었던 그곳은 그곳 주민들로부터 칼레 카로트체(Calle Catorce)나 리틀스페인으로 불리기 시작했다. The church of Our lady of Guadalupe라는 교회는 스페인 사람들이 정착하기 시작한 1902년도에 지어졌다. 비록 스페인 사람들의 사업은 7번가와 8번가 사이의 넬(Nell)이나 오 조니(Oh Johnny) 같은 무도회장이었지만, 스페인 레스토랑이자 기념품 가게인 카사 모네오(Casa Moneo)는 1929년부터 웨스트 14번가 210에 있었다. 2010년에 아터 볼더에 의해 각본, 제작된 다큐멘터리 리틀스페인(Little Spain)은 뉴욕에서 영화화되었다. 그 다큐멘터리는 처음으로 뉴욕 맨해튼의 스페인계 미국인들의 알려지지 않은 역사와 그것을 기록한 문서들을 같이 세상에 알려주는 계기가 되었다. 그 기록들은 그전까지 알려지지 않은 450개 이상의 사진과 150개 이상의 문서들이며, 세상에 알려지지 않았던 20세기의 뉴욕 리틀스페인 지역의 역사를 상징하는 것들이었다.
리틀스페인에 거주하는 스페인계 정착인들의 주요 식당인 라빌바니아(La Bilbaina), 트로카데로 발렌시아(Trocadero Valencia), 바 코루나(Bar coruna), 리틀스페인 바(Little Spain Bar), 카페 마드리드(Café Madrid), 메이슨 플라멩코(Meson Flamenco), 엘 파로 식당(El Faro Restaurant) 등은 1927년에 지어졌고, 그린위치 823에서 오늘날도 여전히 운영되고 있다. 아리브리아(Ibreria)는 유명한 스페인계 옷가게이었다. 스페인계 미국인 공동체는 2개이며, 스패니시 베노볼렌트 협회와,  Church of Our Lady of Guadalupe 교회였다.
버지니아 어드미럴과 그의 아들 로버트 마리오 드니로 주니어는 갈리시아 사람이였던 호세 가르시아(Jose Garcia)가 가지고 있던 웨스트 14번가 219 건물의 옥상 스튜디오 꼭대기 층으로 이사를 가게되었다. 조사에 따르면 로버트 드니로는 부모의 이혼후 1950년대를 리틀스페인의 중심부에서 보냈다.